# Khủng hoảng người nhập cư châu Âu
Cuộc khủng hoảng người nhập cư vào châu Âu phát sinh do sự gia tăng số lượng người nhập cư đến châu Âu trong năm 2015 - một sự kết hợp của những người di cư và người tị nạn kinh tế - sang Liên minh châu Âu (EU) qua biển Địa Trung Hải và Đông Nam châu Âu từ các khu vực như châu Phi, Trung Đông và Balkan.
Thuật ngữ này đã được sử dụng từ tháng 4 năm 2015, khi có ít nhất năm tàu chở gần hai ngàn người di cư đến châu Âu bị chìm ở biển Địa Trung Hải, với số người chết tổng cộng ước tính hơn 1.200 người.
Các vụ đắm tàu đã diễn ra trong một bối cảnh xung đột đang diễn ra ở một số nước Bắc Phi và Trung Đông cũng như việc một số chính phủ trong EU từ chối tài trợ cho tùy chọn cứu trợ được quản lý bởi Ý mang tên Chiến dịch Mare Nostrum (được thay thế bằng Chiến dịch Triton của Frontex vào tháng 11 năm 2014). Ngày 23 tháng 4 năm 2015, chính phủ các nước EU đã nhất trí tăng gấp ba lần kinh phí cho các hoạt động tuần tra biên giới ở Địa Trung Hải để chúng bằng với khả năng trước đây của chiến dịch Mare Nostrum. Tuy nhiên Tổ chức Ân xá Quốc tế ngay lập tức chỉ trích quyết định của EU vì đã không "mở rộng lĩnh vực hoạt động của Triton" đến khu vực trước đây Mare Nostrum có hoạt động. Một vài tuần sau đó, Liên minh châu Âu đã quyết định khởi động một chiến dịch hoạt động mới có trụ sở tại Roma mang tên EUNAVFOR MED, dưới sự chỉ huy của Đô đốc Ý Enrico Credendino.
Trong năm 2014, các quốc gia thành viên EU đã nhận được thỉnh cầu từ 132.405 người nhập cư. Tổng cộng, 23.295 thỉnh cầu cầu được chấp nhận để những người di cư sẽ nhận được một số hình thức bảo vệ của EU (tị nạn, bảo vệ trợ cấp, bảo vệ vì lý do nhân đạo), trong khi 109.110 yêu cầu bị từ chối do đó, những người di cư sẽ được yêu cầu rời khỏi lãnh thổ của Liên minh châu Âu. Theo Eurostat, bốn nhà nước - Đức, Ý, Pháp và Thụy Điển - đã nhận khoảng hai phần ba số đơn xin tị nạn của EU; trong khi phân tích các dữ liệu của Liên Hợp Quốc và Ngân hàng Thế giới cho biết Hungary, Áo và Thụy Điển, cùng với Serbia và Kosovo, nằm trong số những quốc gia nhận người tị nạn đến châu Âu hàng đầu tính theo bình quân đầu người, khi điều chỉnh cho dân số của họ. 